# Stecknadelhorn
Stecknadelhorn (4241 m n. m.) je hora ve Walliských Alpách. Leží na území Švýcarska v kantonu Valais nedaleko italské hranice. Náleží do masivu Mischabel. Nachází se mezi Nadelhornem a Hohberghornem. Na vrchol je možné vystoupit z Mischabelhütte (3340 m n. m.) a Bordierhütte (2886 m n. m.). Horu pokrývá ledovec Riedgletscher.
Na vrchol jako první vystoupili 8. srpna 1887 Oscar Eckenstein a Matthias Zurbriggen.